# Renata Šašak
Renata Šašak (Zagreb, 14. lipnja 1964.) je bivša hrvatska tenisačica.

## Životopis
Reprezentativka, višestruka državna prvakinja i teniska trenerica Renata Šašak rođena je u Zagrebu 14. lipnja 1964. godine. Prvi naslov prvakinje Jugoslavije osvojila je u kategoriji do dvanaest godina starosti, 1977. Sljedeće godine igrala je u finalu jugoslavenskog teniskog prvenstva, da bi 1979. postala prvakinja Jugoslavije u juniorskom uzrastu. Naslov seniorske prvakinje države osvojila je šest puta - 1979., 1980., 1981., 1982., 1983. i 1984. godine. Na državnom teniskom prvenstvu 1986. osvojila je drugo mjesto. Renata Šašak sudjelovala je na Olimpijskim igrama u Los Angelesu 1984. godine, kada tenis još nije bio olimpijski sport, nego je bio prisutan tek na prezentacijskoj razini. Godinama je nastupala kao članica FED CUP reprezentacije.
Kao članica FED CUP reprezentacije bivše Jugoslavije nastupala je u Madridu 1979., Tokiju 1980., Berlinu 1981., Sao Paolu 1983., Zürichu 1984., Vancouveru 1987. i San Paolu, gdje je reprezentacija igrala polufinale. Osvojila je pojedinačno treće mjesto na Europskom prvenstvu u Ateni 1981. godine, te prvo mjesto u mješovitom paru sa Živojinovićem na istom natjecanju. U paru s Mirjanom Jauševac osvojila je prvo mjesto na Mediteranskim igrama u Splitu 1979. godine.
Na Mediteranskim igrama u Casablanci 1983. osvojila je, u pojedinačnom nastupu, zlatnu medalju. Uspješno se natjecala na brojnim svjetskim i europskim turnirima. Na Wimbledonu je prvi put nastupila u juniorskoj konkurenciji 1979., kada se probila do trećeg kola, a sličan uspjeh na tom turniru ostvarila je i u seniorskom natjecanju 1983. godine. Uspješno je igrala na međunarodnom juniorskom prvenstvu Francuske 1980. godine, gdje se probila do polufinala.

## Športske nagrade
Kao jedna od najvećih zvijezda bivše države Renata Šašak je šest puta osvajala nagradu za najboljeg športaša grada Zagreba, a 1983. godine je osvojila nagradu za najveću športašicu Hrvatske.

## Život poslije športske karijere
Renata Šašak majka je troje djece. Nakon karijere obnaša visoke funkcije u Hrvatskom olimpijskom odboru, te se nalazi u upravnom odboru Zaklade hrvatskih sportaša. Također gospođa Šašak je član Kluba hrvatskih olimpijaca.